# Aperileptus vanus
Aperileptus vanus är en stekelart som beskrevs av Förster 1871. Aperileptus vanus ingår i släktet Aperileptus och familjen brokparasitsteklar. Arten är reproducerande i Sverige. Inga underarter finns listade i Catalogue of Life.